# Balka
Balka (tidligere Balke) er en kyst- og sommerhusby på Bornholm med 200 indbyggere i byområdet (2022), beliggende ved Østersøen 2 km nord for Snogebæk og 3 km sydvest for Nexø. Byen ligger i Bornholms Regionskommune, der hører til Region Hovedstaden.
Balka hører til Bodilsker Sogn. Sankt Bodil Kirke ligger i landsognet Bodilsker 4 km mod nordvest. Omkring Balka ligger sommerhusområdet Balka Strand.

## Faciliteter
Balka Strand har hotel, campingplads og café.

## Historie

### Jernbanen
Balke trinbræt blev oprettet på Rønne-Nexø jernbanen (1900-68) 300 m sydvest for Balke Mølle, der var opført i 1864 og blev revet ned under 2. verdenskrig.
Trinbrættet havde et læskur, tegnet af Mathias Bidstrup. I 1919 blev der opført et "formandshus", tegnet af banens driftsbestyrer Joachim Fagerlund, og navnet blev ændret til Balke Station, fra 1935 Balka Station. Den havde læssespor med sporskifte i begge ender og kreaturfold med siderampe.
Men banen havde også Hundsemyre trinbræt nærmere ved stranden, og det blev i 1935 omdøbt til Balka Strand trinbræt. Nu var det let at forveksle de to standsningssteder, så Balka Station blev i 1945 omdøbt til Kannikegård Station efter Kannikegård ½ km nord for stationen.
Stationsbygningen er bevaret som bolig på Birkevej 2. Fra Boulevarden, hvor Balka Strand trinbræt lå, går en 2½ km lang asfalteret sti, der følger banens tracé ind til Søbækken i Nexø.